# Netýkavka nedůtklivá
Netýkavka nedůtklivá (Impatiens noli-tangere) je jednoletá bylina z čeledi netýkavkovitých.

## Popis
Netýkavka nedůtklivá je rostlina s výškou 30 – 100 cm. Její květy jsou převislé, žluté barvy s červenými tečkami. Květy této netýkavky vyrůstají buď jednotlivě nebo v podobě chudokvětých hroznů. Má tři kališní lístky a jeden z nich je korunovitě zbarvený. Tento kališní lístek má délku 2,5 – 3 cm, je široce nálevkovitý a pozvolna stažený v ostruhu, která je na konci hákovitě zahnutá. Květ netýkavky má 3 nebo 5 korunních lístků. Spodní korunní lístek je až 2,5 cm dlouhý a rozprostřený. Její tobolka je dlouhá 2 – 3 cm. Lodyhu má přímou, větvenou, která je často zbarvená do fialova s šedým ojíněním. Listy netýkavky jsou střídavé, lysé, vejčité s tupě pilovitým okrajem (na každé straně listu je 8-20 zubů). Její plody jsou nící. Netýkavka nedůtklivá kvete od července do srpna. Nektária má netýkavka uložená u základny plodolistů. Nektar, který obsahuje převážně sacharózu, stéká do květní ostruhy. Rostlina má i mimokvětní nektária, která jsou na řapících listů. Pylová zrna jsou drobná či středně velká, podlouhlá, s několika otvory (4-6). Pylové rousky jsou buď bílé nebo šedé.

## Stanoviště a rozšíření
Netýkavka nedůtklivá se vyskytuje v lužních a roklinových lesích. Nachází se obzvláště u lesních pramenišť a potoků, nebo na okrajích lesů. Jedná se o rostlinu velmi hojnou, která roste v početnějších skupinách.
Vyskytuje se téměř na celém území ČR s výjimkou suchých a zkultivovaných oblastí (např. jižní Morava), také ji nenajdeme v nejvyšších horských oblastech. Během 20. století ji poněkud vytlačovala invazivní netýkavka malokvětá. Další ústup je zapříčiněn mizením vhodných zastíněných stanovišť v okolí vodních toků. Z celosvětového hlediska roste od Pyrenejského poloostrova a Velké Británie až po Japonsko a Kamčatku, na jihu po Černou Horu, Bulharsko a Kavkaz a na severu asi po 65° severní šířky. Dále ji můžeme najít na Aljašce a v západní Kanadě.

## Zajímavosti
Netýkavka nedůtklivá je v ČR jediný původní druh netýkavky. Tvoří - stejně jako další druhy z této čeledi - tobolky s bobtnavým pletivem. Při dozrávání se v tobolce hromadí mechanické napětí. Po impulsu (např. dotyku) se od sebe plodolisty náhle oddělí, svinou se do spirály a vymrští semena až do vzdálenosti 3 m.
Obsahuje flavonoidy (kempferol a kvercetin), v hydrolyzátech listů se nachází kyselina kumarová, ferulová a 4-hydroxybenzoová, v semenech jsou obsaženy bílkoviny a olej. Květy a lodyha obsahují velké množství barviv (leukoanthocyanin).
Med netýkavky je velmi vzácný, ale známe ho například z Anglie, Německa a Švýcarska. Jedná se med světle žlutý, bez charakteristické vůně, který je velmi sladký a krystalizuje v jemnou hmotu.